# 1-2-3-show
De 1-2-3-show is een Nederlands televisieprogramma waaraan een loterij gekoppeld was, de 1-2-3-loterij. Het programma liep van 1983 tot en met 1986.
Met de opbrengst van deze loterij in het eerste seizoen werd de bouw van het motorpassagiersschip De Zonnebloem bekostigd, een schip voor vakantiereizen voor mensen met een lichamelijke beperking, ondersteund door Nationale Vereniging de Zonnebloem. Het eerste seizoen werd gepresenteerd door Rudi Carrell, die toen al jarenlang werkzaam was in Duitsland. De latere seizoenen werden gepresenteerd door Ted de Braak, die hiervoor van de NCRV was overgenomen. Het programma werd uitgezonden door de KRO.